# Pellet

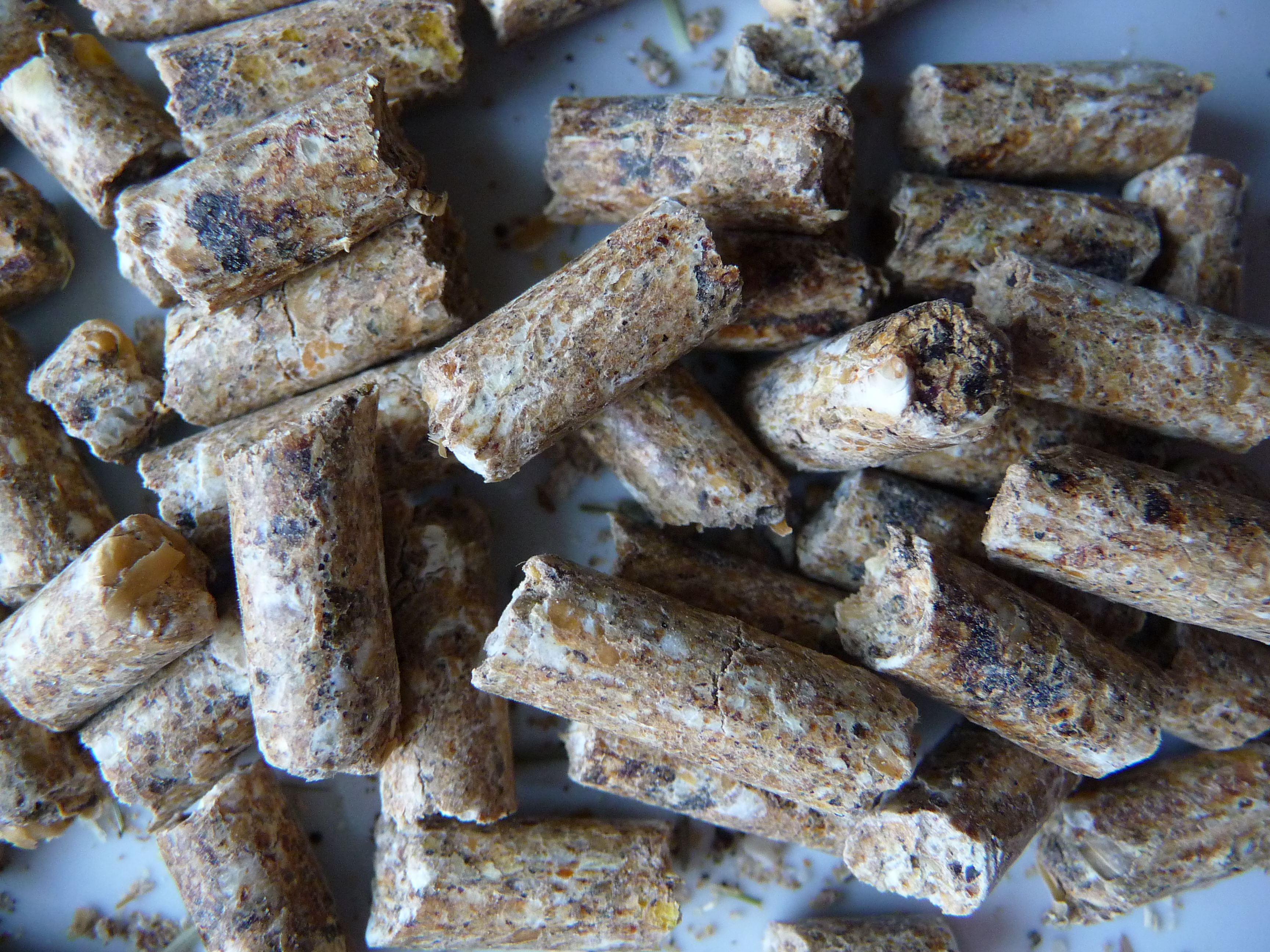
Futterpellets für Schafe und Ziegen

Ein Pellet (englisch pellet ‚Bällchen‘, ‚Kügelchen‘ aus altfranzösisch pelote ‚Spieleball‘ und lateinisch pila ‚Spielball‘, ‚Knäuel‘, ‚Haufen‘ – daher auch Sprachverwandtschaft mit der Pille und dem Peloton) ist ein kleiner Körper aus verdichtetem Material in Kugel- oder Zylinderform. Meistens wird der Begriff im Plural gebraucht, da Pellets nicht einzeln, sondern als Schüttgut verwendet werden.

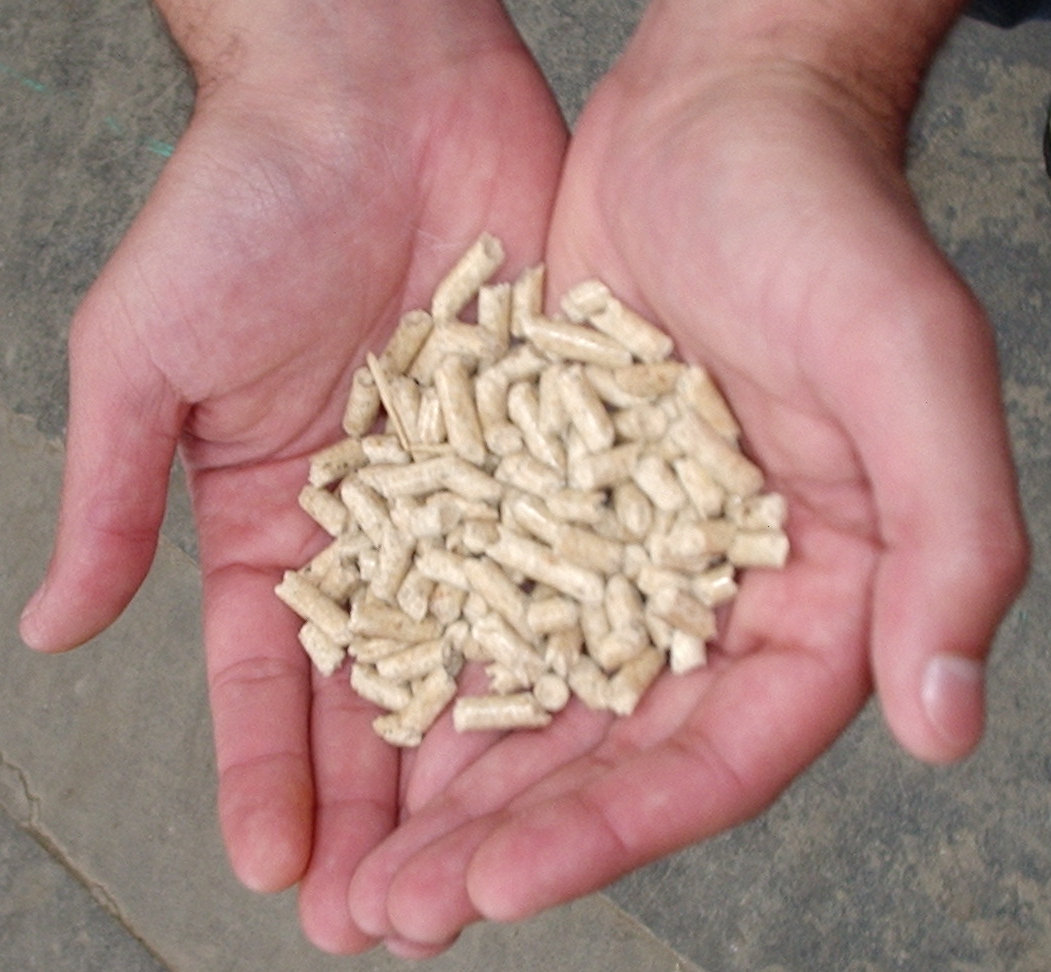
Holzpellets

Das Verfahren zur Pelletherstellung, in der Verfahrenstechnik der Agglomeration zugeordnet, wird als Pelletierung bezeichnet. Die Pelletierung wird in vielen verschiedenen Bereichen eingesetzt, wie der Aufbereitung von Brennstoffen (z. B. Holzpellets), der Konditionierung von Rohstoffen und Abfällen und anderem. Zweck ist eine Verbesserung des Umgangs mit dem pelletierten Material, z. B. durch Erhöhen der Dichte, Vermeidung von Staub und/oder Verbesserung der Dosierbarkeit.

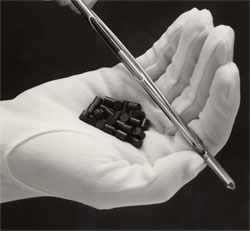
Urandioxid-Pellets für einen Kernreaktor

Ist das gepresste Material relativ groß (über 4 cm Durchmesser) oder in einer eckigen Form, so spricht man von Brikett.
Als Zwischenstufe werden heute auch sogenannte Maxipellets mit 16–20 mm Querschnitt produziert. Diese Produktionstechnologie ist vor allem zur Verpressung von feuchter Biomasse, aber auch von Holzabfällen entwickelt worden mit dem Vorteil von weniger Energieaufwand.

## Zweck
Die Pelletierung eines Materials kann verschiedene Vorteile bieten:
- Erhöhung der Schüttdichte: Durch das Pressen der Pellets kann die Schüttdichte gegenüber dem Ausgangsmaterial deutlich erhöht werden. Holzpellets haben mit rund 650 kg/m³ beispielsweise eine mehrfach höhere Schüttdichte als Sägemehl mit rund 200 kg/m³. Lager- und Transportaufwand sind dadurch deutlich geringer, bzw. die Transportwürdigkeit wird erhöht. Des Weiteren beträgt der Heizwert im Schnitt 4,5 kWh pro Kilogramm. Zwei Kilogramm Holzpellets entsprechen dem Brennwert von ca. einem Liter Heizöl.
- Verbesserung des Umgangs mit dem Material: Durch das Umwandeln des kleinstrukturierten Materials (z. B. Staub/Pulver, Sägemehl) in Pellets wird Staubentwicklung bei Lagerung, Transport oder Nutzung vermieden. Bei toxischem Material werden so Kontaminationen vermieden und bei brennbaren Materialien Staubexplosionen verhindert.
- Standardisierung der Materialgröße: Durch die Umwandlung des Ausgangsmaterials in Pellets bestimmter Größe wird eine Vergleichmäßigung der größenbedingten Eigenschaften erreicht. So können z. B. Fördersysteme (Förderschnecken etc.), wie sie u. a. bei Holzpelletheizungen zum Einsatz kommen, zuverlässig betrieben werden. Auch die Dosierbarkeit kann verbessert sein.
- Transportfähigkeit: Material, das in großer Menge transportiert werden muss, wie z. B. Brennholz oder Futtermittel, können in Pelletform durch Einblasen mit einem Luftstrom schnell und effizient z. B. von einem LKW in ein Vorratssilo befördert werden.
- Vermeiden von Entmischung: Ist das Ausgangsmaterial ein heterogenes Gemisch aus verschiedenen Stoffen (z. B. Futtermittel), so kann die Pelletierung ein Entmischen verhindern.

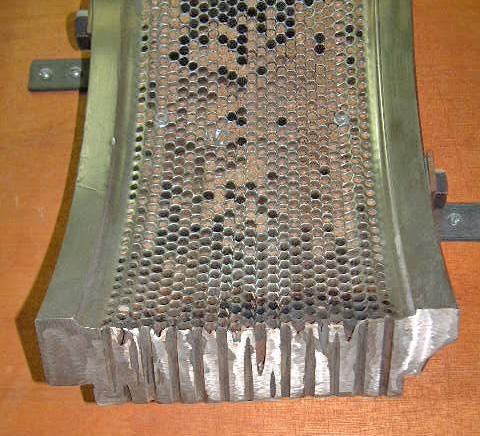
Aufgeschnittene Ringmatrize einer Pelletpresse

- Verringerung von Staubexplosionen, weil kompaktere Teilchen verfrachtet oder eingeblasen werden

## Arten
Die Pelletierung wird in vielen Bereichen angewendet:
- Bei biogenen Brennstoffen:
  - Holzpellets aus Sägemehl, anderen Holzabfällen, aber auch aus Waldholz gewinnen stark an Bedeutung. Sie sind der Regel-Brennstoff in Pelletheizungen. In Deutschland und Österreich sind Holzpellets für Pelletskessel nach DIN 51731 bzw. ÖNORM M 7135 genormt. Holzpellets minderer Qualität werden als Industriepellets auch als Beifeuerung in Kraftwerken eingesetzt. Weniger verbreitet sind
  - Torfpellets,
  - Strohpellets oder
  - Restwertpellets, z. B. aus Abfällen von Getreidemühlen
- Zusatzfuttermittel (Kraftfutter) werden zur leichteren Handhabung zu Pellets gepresst.
  - Zuckerrübenschnitzel-Pellets; bei der Zuckerherstellung aus Zuckerrüben werden die ausgepressten Rübenreste zu Pellets verarbeitet, die Tieren (Rindern) als Futter gegeben werden können.
- Hopfenpellets erleichtern die Dosierung bei der Bierproduktion.
- In der Industrie:
  - Vorprodukt in der Pharmazie zum Verpressen in Tabletten oder zum Abfüllen in Kapseln
  - Vorprodukte der Eisenherstellung sind Eisenerzpellets.
  - Mit Pellets aus Urandioxid werden Brennstäbe für Kernreaktoren in einer Brennelementfabrik gefüllt (Assemblierung).[2]
  - Katalysatorpellets werden bei heterogen katalysierten chemischen Reaktionen als Träger für den eigentlichen Katalysator eingesetzt
  - Kunststoffpellets als typische Lieferform von Kunststoffwerkstoffen für die kunststoffverarbeitende Industrie.[3]

## Herstellungsverfahren
Ein Rohmaterial wird zerkleinert und durch eine Matrize, z. B. eine Flachmatrizenpresse, gepresst. Dadurch wird das Material gleichmäßig und stark verdichtet. Pellets werden immer trocken hergestellt. Unter Umständen werden für eine bessere Konsistenz Bindemittel verwendet.
Handelt es sich beim zu verdichtenden Material um einen klebrigen, adhäsiven Stoff, so kann auch mit einem Pelletierteller, einer schräg stehenden rotierenden Scheibe oder Trommel, eine Agglomeration zu einem Granulat erreicht werden. Auf diese Weise wird z. B. Blähton, Katzenstreu u. ä. geformt.

### Kraftfutter
Futterpellets werden hergestellt, um das Stauben des Futters zu mindern und die Nachtrocknung zu verbessern.

### Holzpellets
Die Herstellung von Holzpellets lässt sich in verschiedene Schritte unterteilen:
- Rohstoffbereitstellung: Bestimmte Eigenschaften müssen von den Rohstoffen erfüllt werden, damit zum einen die Herstellung von Pellets technisch möglich ist. Zum anderen beeinflussen sie auch die Qualität des Endprodukts. Wird z. B. nicht entrindetes Holz verwendet, kann der Aschegehalt über die laut verschiedener Normen für bestimmte Qualitätsklassen zulässigen Werte ansteigen.
- Rohstoffaufbereitung: Wird Rundholz verwendet, so kann eine Entrindung notwendig sein. Durch Zerkleinerung, z. B. mit einer Hammermühle, werden Späne erzeugt. Je kleiner die Späne sind, desto besser ist eine Pelletierung möglich. Durch Einstellung eines Wassergehalts von 10 bis 15 % werden die Bindeeigenschaften optimiert.
- Hilfsmittelzugabe: Neben dem natürlich im Holz vorhandenen Lignin kann weiteres Bindemittel, wie z. B. Stärke oder Melasse notwendig sein. Weitere Hilfsmittel können zugesetzt werden, die z. B. den Ascheerweichungspunkt optimieren.
- Pelletierung (Pressen): Mit einer Kollergangpresse wird das Ausgangsmaterial durch eine flache oder ringförmige Matrize (Flach- oder Ringmatrize) mit Bohrungen gemäß der gewünschten Pelletdurchmesser gepresst. Die beim Pressen entstehende Wärme (bis zu 130 °C) aktiviert die Bindemittel und sorgt für eine Verbindung der einzelnen Späne. Ein Messer schneidet die Pelletstränge nach dem Austreten aus der Matrize auf die gewünschte Länge.
- Auslieferung: Die Pellets werden lose in Silofahrzeugen mit Einblasvorrichtung oder abgepackt in Säcken oder Bigbags ausgeliefert.

Durch verschiedene Pelletnormen erfolgt eine Einordnung in unterschiedliche Qualitätsklassen.

### Erzpellets
Erzpellets haben typischerweise einen Durchmesser von 10 bis 15 mm und enthalten neben dem Eisenerz auch Zuschlagstoffe, so dass sie ohne weitere Verarbeitung als Möller für die Gewinnung von Roheisen verwendet werden können. Zum Pelletieren wird das Erzpulver auf rotierenden Tellern oder in Drehrohrtrommeln mit Wasser vermischt. Die sich dabei bildenden feuchten Erzkügelchen werden grüne Pellets genannt. Sie werden anschließend getrocknet und zwischen 1000 und 1200 °C gebrannt, bevor die eigentliche Erzreduktion folgt.

## Schaumstoffpellets
Schaumstoffpellets werden in der Medizin und Zahnmedizin zur drucklosen und sparsamen Applikation flüssiger oder pastöser Medikamente verwendet. Sie dienen beispielsweise in der Zahnmedizin als Träger von Kältemitteln zur Sensibilitätsprüfung von Zähnen. Ferner werden sie in der Schmuck- und Kosmetikbranche eingesetzt und finden Verwendung in der Verpackungsindustrie, im Foto- und Druckbereich und Möbel- und Dekorationsbereich.